# Gonomyia rogeziana
Gonomyia rogeziana är en tvåvingeart som beskrevs av Alexander 1953. Gonomyia rogeziana ingår i släktet Gonomyia och familjen småharkrankar.
Artens utbredningsområde är Madagaskar. Inga underarter finns listade i Catalogue of Life.